# Параноја у Њу Делхију
Параноја у Њу Делхију је путописни аутобиографски роман из 2016. године чији је аутор Ива Вртарић. Роман се нашао у ширем избору за Нинову награду за 2016. годину.